# کوخانووو
کوخانووو (به لهستانی:  Kochanowo) یک روستا در لهستان است که در گمینا لوژنو واقع شده‌است. کوخانووو  ۳۶۱ نفر جمعیت دارد.